# Telopetulcus dubius
Telopetulcus dubius är en insektsart som beskrevs av Evans 1972. Telopetulcus dubius ingår i släktet Telopetulcus och familjen dvärgstritar. Inga underarter finns listade i Catalogue of Life.